# Лацунаш (Тимиш)
Лацунаш (рум. Lățunaș) насеље је у Румунији у округу Тимиш у општини Велики Жам. Oпштина се налази на надморској висини од 134 m.

## Прошлост
По "Румунској енциклопедији" место се помиње за време турске окупације Баната. Аустријанци су 1717. године записали у селу 30 домова. Унијати из места су подигли цркву 1884. године, а православци тек 1930. године.
Аустријски царски ревизор Ерлер је 1774. године констатовао да место припада Жамском округу, Вршачког дистрикта. Становништво је било претежно влашко.
Место је од 1828. године било спахилук српске племићке породице Стојановић. Године 1846. Јован Стојановић "от Лацунаша" је претплатио Вукову књигу српских народних песама за сина Младена. Јован Стојановић је био ожењен Евлалијом Плавшић, са којом је имао сина Младена. Сарић Јован "от Лацунаша" је сродник Стојановића.
По дефинитивном споразуму две краљевине, место је 1924. године враћено Румунији.

## Становништво
Према подацима из 2002. године у насељу је живело 315 становника, од којих су сви румунске националности.